# 熨烫

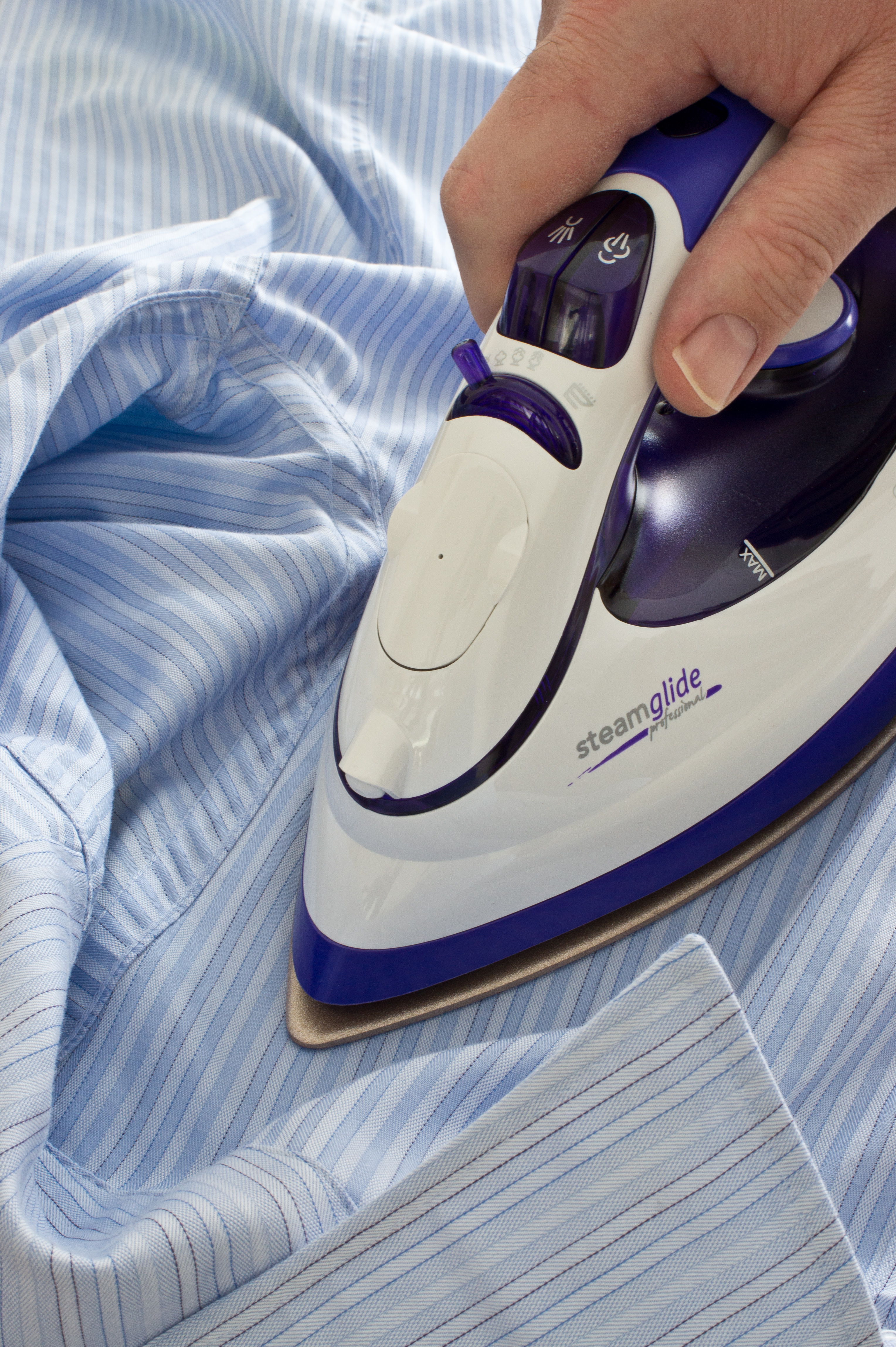
熨衬衫

熨烫是指使用加热工具（例如熨斗）以去除织物上的皱褶。不同的织物需使用不同的温度进行熨烫，一般在180-220摄氏度左右。熨烫的原理是通过高温，破坏纺织品中长链聚合物分子之间的化学键，使其不再聚集成一团，从而达到平整衣物的作用。当材料处于高温下时，其纤维会被熨斗的重量拉直，至冷却时则保持被拉直后的形状。一些织物材料需要水来帮助减弱分子间化学键的作用，例如棉花。 许多现代织物添加了具有抗皱特性的聚酯纤维，从而无需或仅需较少的熨烫。

## 历史
人类历史上最早的熨烫行为被认为发生于中国，人们使用热的金属板进行类似于今日“熨烫”的活动。現代电熨斗於1882年由亨利沃希利發明。希利在1882年的6月6日取得“電熨斗”專利。